# Leeuwenhorst

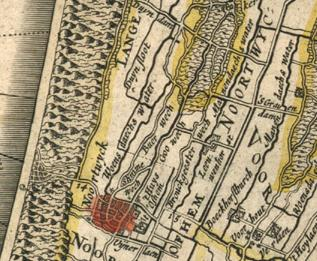
Leeuwenhorst op een kaart van Blaeu uit 1665

Leeuwenhorst is een gebied in Noordwijkerhout dicht bij Noordwijk in de Nederlandse provincie Zuid-Holland. Het bos in het gebied bestaat voor een groot deel uit loofbos met oude laanbeplantingen. Op enkele plaatsen zijn dennenbosjes aanwezig.
Het gebied bestaat uit drie naast elkaar liggende landgoederen:
- Oud Leeuwenhorst (Oostelijk van de N206 en de Leeweg)
- Klein Leeuwenhorst (Tussen de Gooweg en de N206)
- Nieuw Leeuwenhorst (Tussen de Westeinde en Gooweg)

## Oud Leeuwenhorst

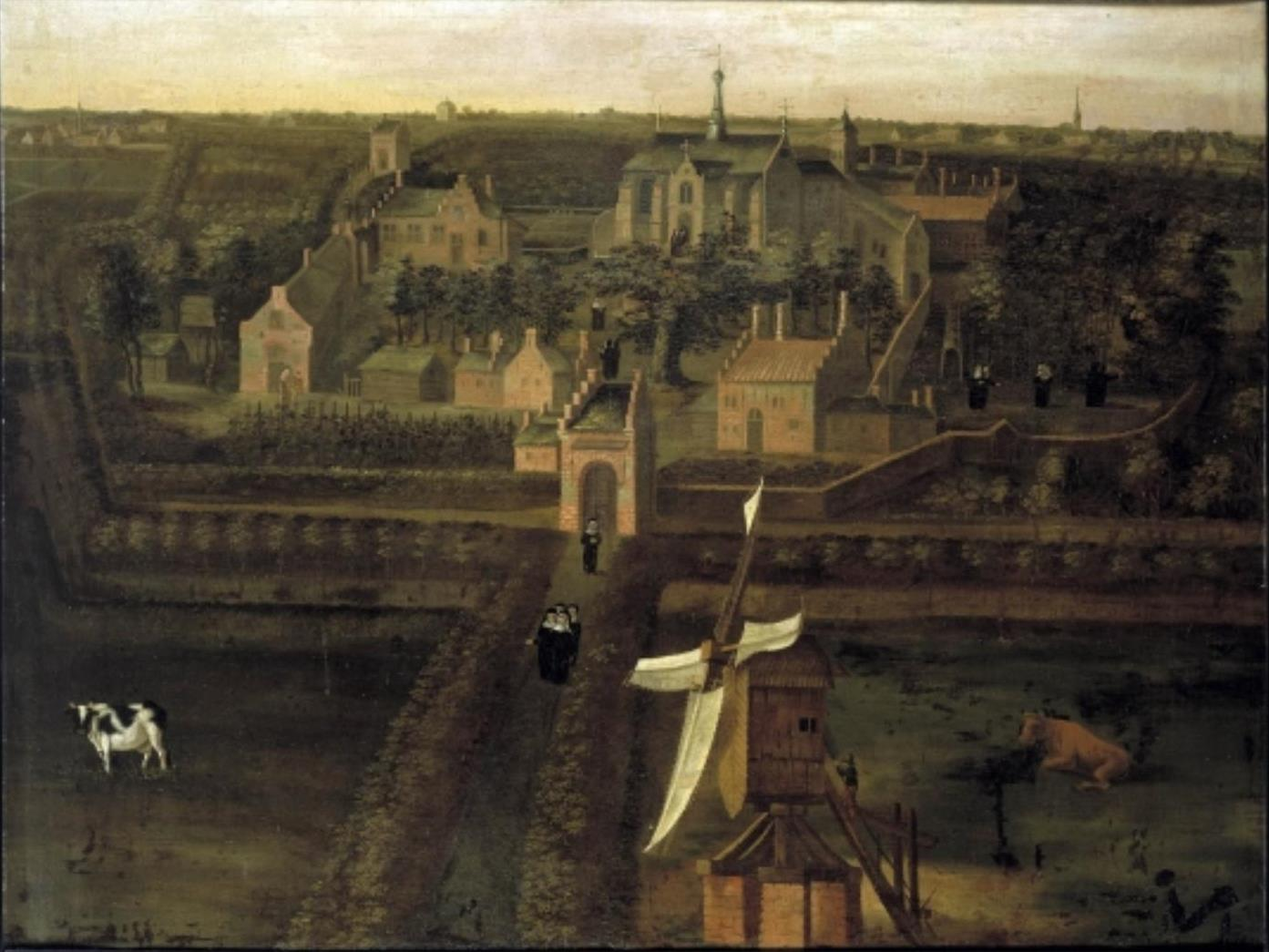
Abdij Leeuwenhorst

Het gebied oostelijk van de N206 en de Leeweg draagt de naam Oud Leeuwenhorst. Hier bevond zich vroeger de Cisterciënzer vrouwenabdij, ook genoemd klooster Ter Lee. Deze abdij werd in 1261 gesticht door Aarnout en Walewijn van Alkamade. In 1262 werd op St. Thomas-avond de eerste steen gelegd. Clarissa van Noordwijk was de eerste abdis. De abdij Leeuwenhorst had in het begin geen kerk. In 1287 kreeg de abdij een middenkoor en in 1350 een kapel ter ere van St. Michaël.
Na de landing van de watergeuzen bij Katwijk in 1571 zijn de nonnen naar Leiden gevlucht. In 1573, tijdens het beleg van Leiden, werd de abdij door Leidenaars vernietigd om gebruik door de Spanjaarden te voorkomen.
Hierna heeft er in de 17e en 18e eeuw op Oud Leeuwenhorst een buitenplaats van de Ridderschap van Holland gestaan. De tuin, die Gaspar Fagel tussen 1676 en 1688 liet aanleggen, kreeg vermaardheid vanwege zijn collectie van exotische planten.

## Klein Leeuwenhorst

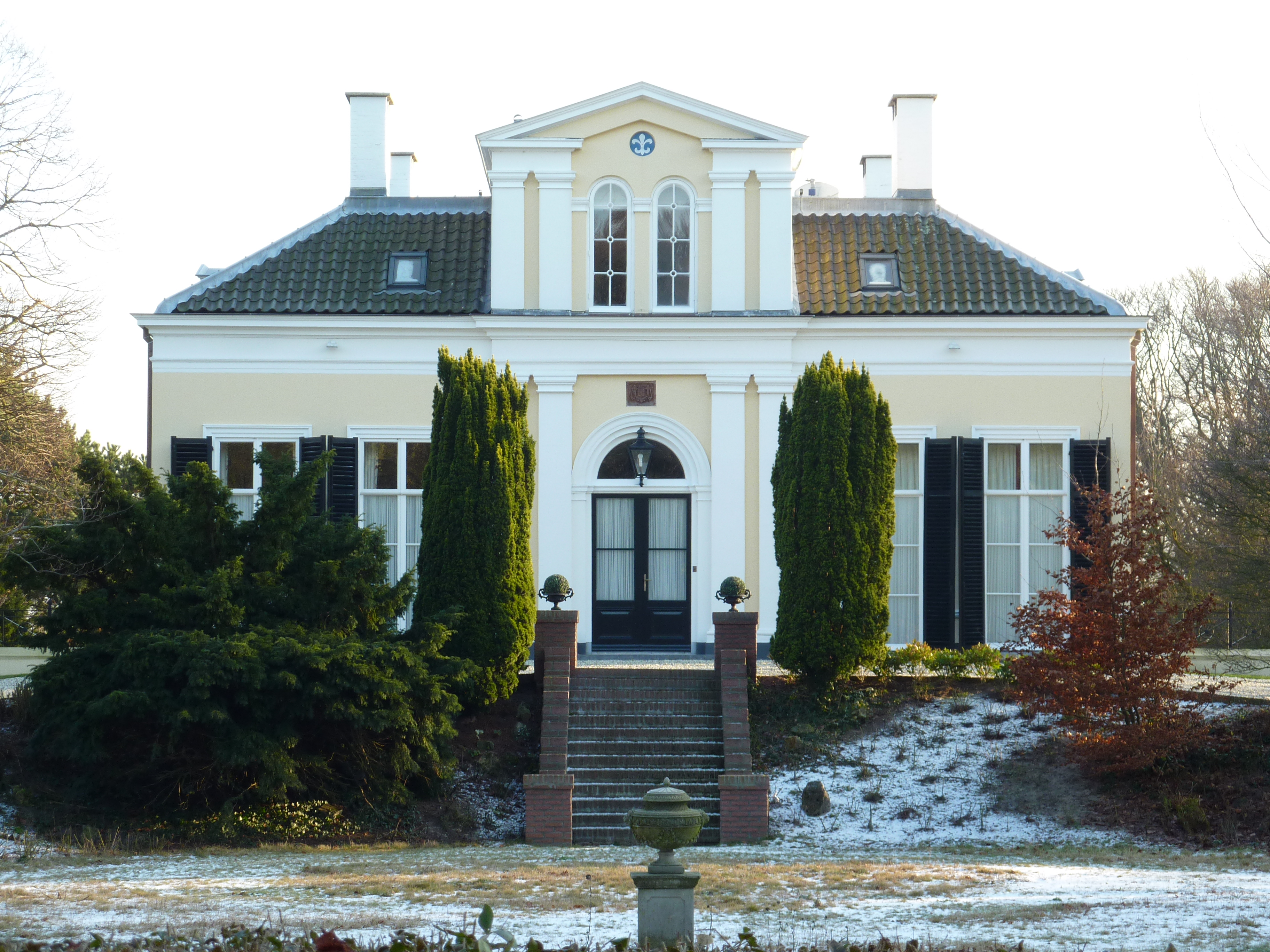
Landhuis Klein Leeuwenhorst

Het gebied tussen de N206 en de Gooweg op de grens van Noordwijkerhout en Noordwijk-Binnen draagt de naam Klein Leeuwenhorst. Op dit landgoed staat een witgepleisterd neoclassicistisch landhuis uit 1858.
In 1871 werd dit huis met een groot stuk grondgebied verkocht. Na de verkoop werd in 1872 aan de Gooweg ook een tuinmanswoning gebouwd. Deze woning kreeg in 1938 de naam "De Patrijs". Ook werden er in 1872 een stal en een jagerswoning gebouwd. Deze jagerswoning was iets eenvoudiger qua uitvoering dan de tuinmanswoning en is inmiddels verloren gegaan. Verder bevinden zich op het terrein een 18e-eeuwse zonnewijzer en een koetshuis uit midden 19e eeuw.
Het huis "Klein Leeuwenhorst" is in particuliere handen en heeft de status rijksmonument. Het is niet opengesteld voor publiek. Op dit Rijksmonument is een goudkleurige windvaan geplaatst welke door het bouwbedrijf dat de woning heeft gerestaureerd, werd aangeboden.

## Nieuw Leeuwenhorst

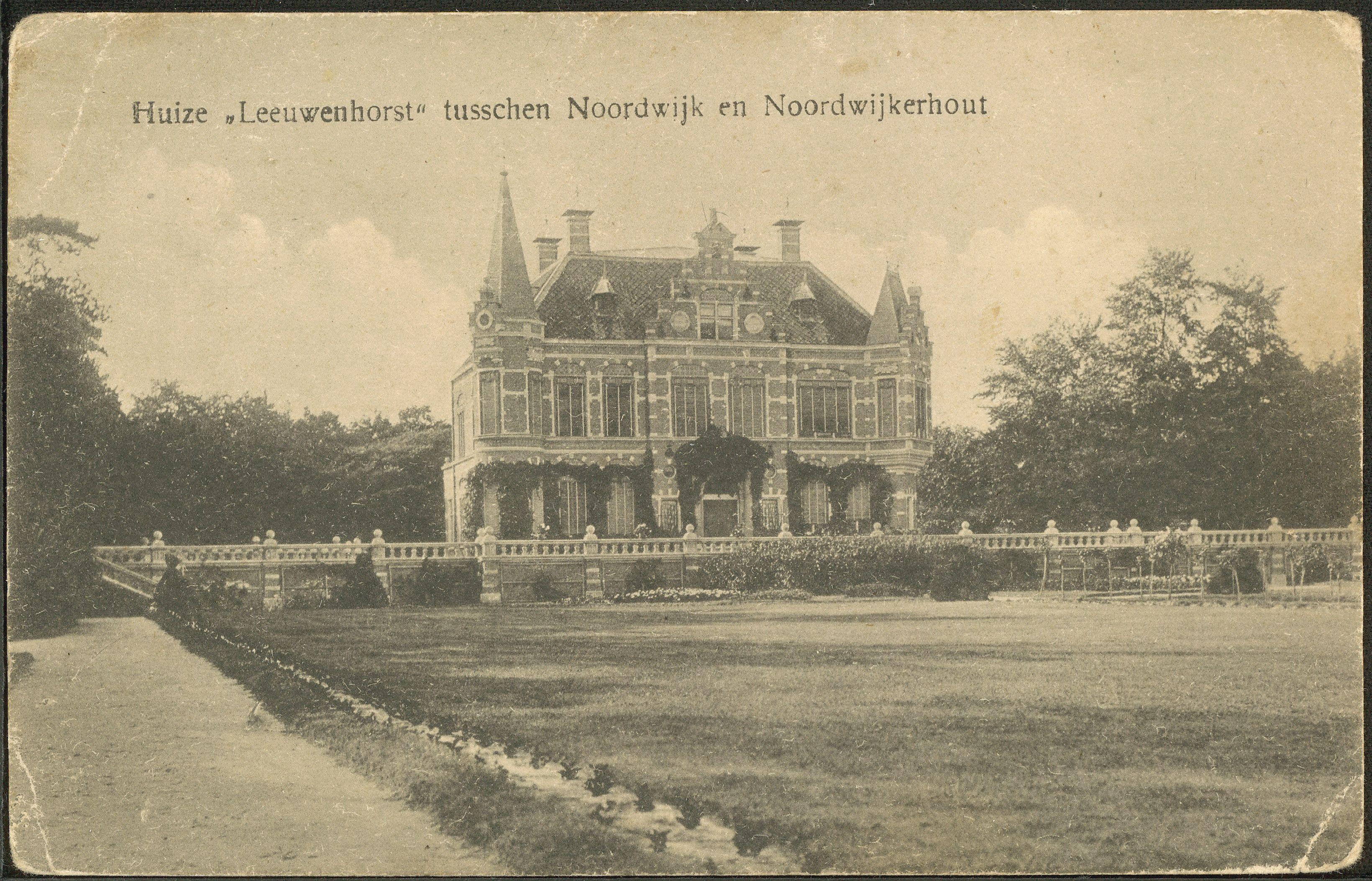
Huis Leeuwenhorst in 1919

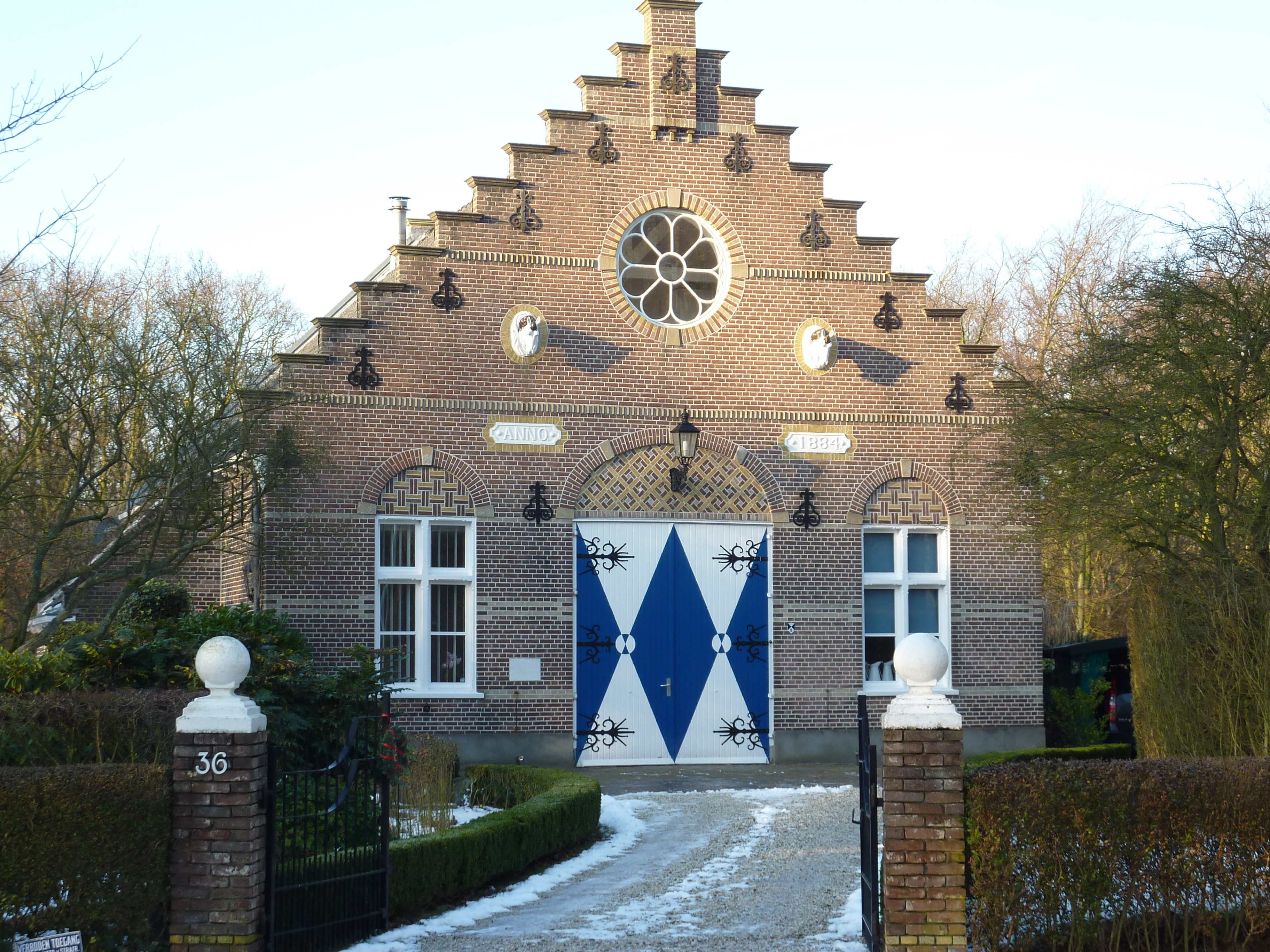
Koetshuis in Nieuw Leeuwenhorst

Het privéterrein ten westen van de Gooweg en het Westeinde draagt de naam Nieuw Leeuwenhorst. In dit gebied lag "Huize Leeuwenhorst" met bijgebouwen dat was gebouwd in 1880 door de familie Gevers naar ontwerp van de Leidse architect W.C. Mulder. Het landgoed zelf werd in 1884 gesticht. Nieuw Leeuwenhorst ligt te midden van de bollenvelden.
In januari 1943 werd dit huis afgebroken vanwege de aanleg van een Duitse tankwal. De bomen in het park werden gekapt om een vrij schootsveld te krijgen. In 1953 kocht het Zuid-Hollands Landschap het landgoed van 38 hectare en begon met de reconstructie ervan. Van de tankgracht werd een vijver gemaakt met een flauwe helling om bepaalde planten er beter te laten groeien. De kikkervijver is met de hand gegraven. Van het vrijgekomen zand is een heuvel gemaakt genaamd de Paulinaberg. Op de top stond een theekoepel welke inmiddels is verwijderd.
Het enige wat van het huis is overgebleven zijn het koetshuis en twee hekpijlers met daarop de tekst "LEEUWEN" en "HORST". Deze hekpijlers markeren de oprijlaan naar het oudste Leeuwenhorst terrein aan de Leeweg.

## Teylingen College Leeuwenhorst
Op het landgoed is een locatie van Teylingen College gevestigd.

## Voormalig Kleinseminarie Leeuwenhorst

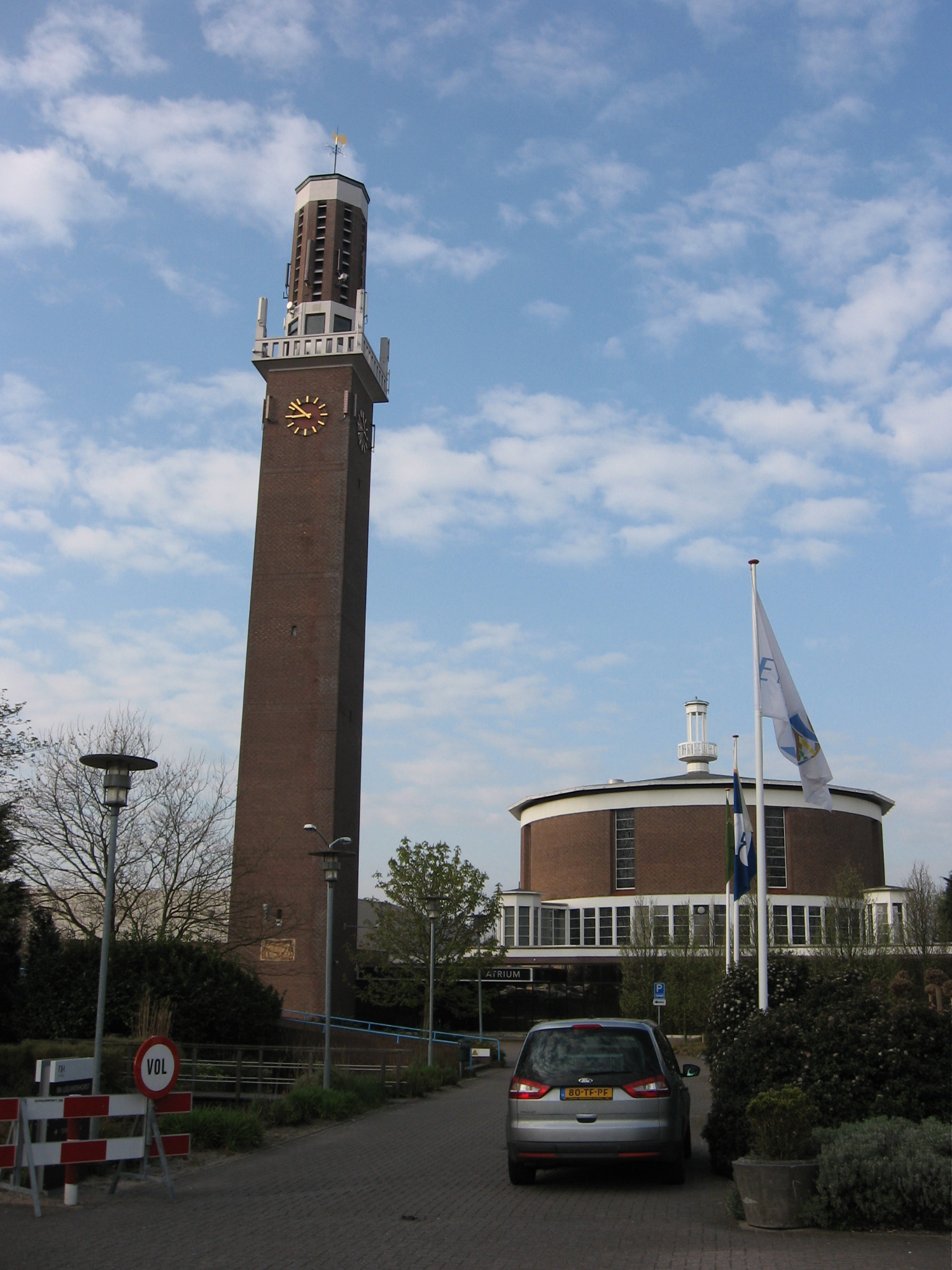
Klokkentoren en de voormalige kapel (anno 2008)

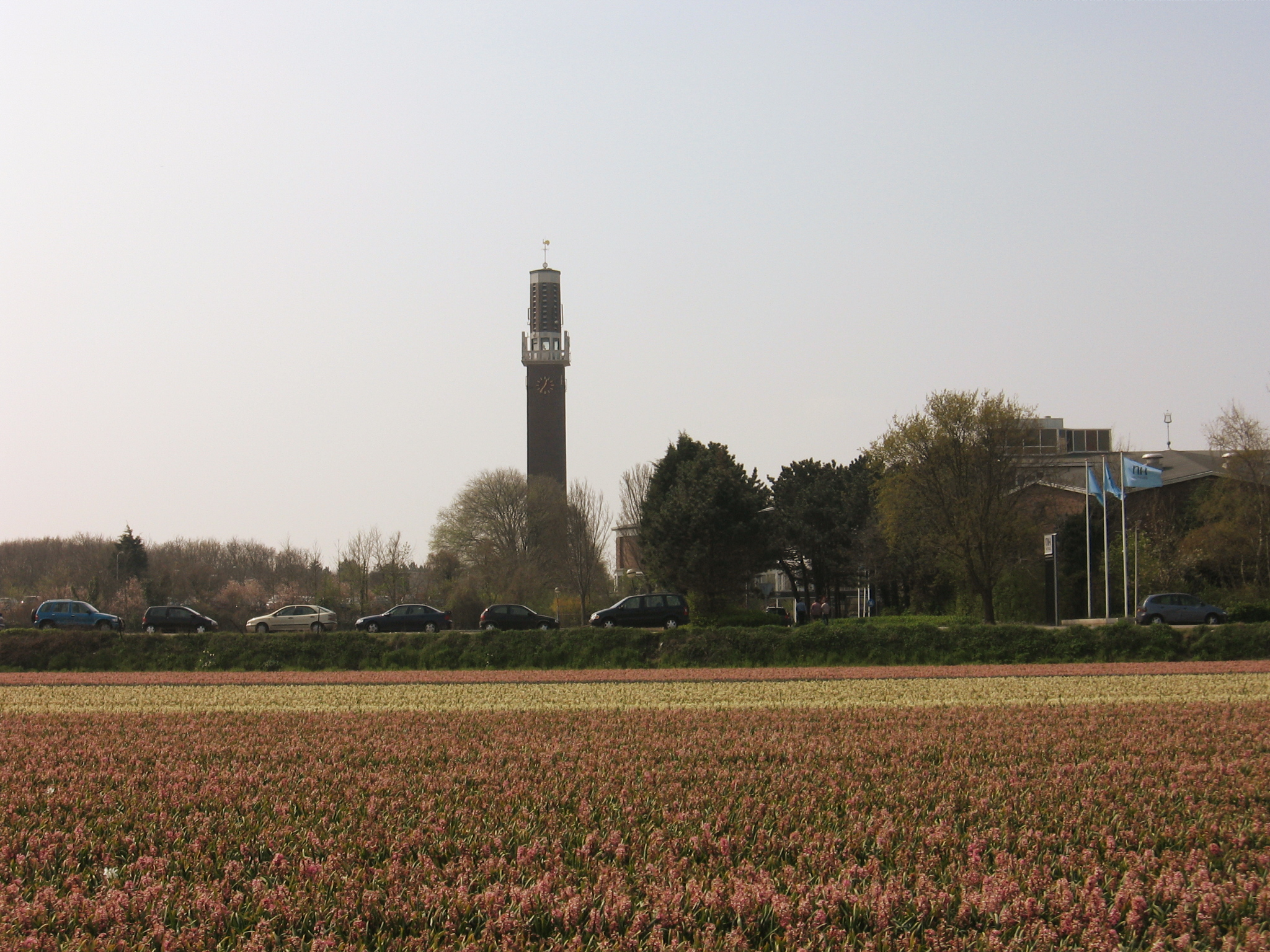
Voormalig kleinseminarie Leeuwenhorst tussen de bollenvelden

Bij de splitsing van het bisdom Haarlem in 1956 kreeg het nieuwe bisdom Rotterdam een eigen kleinseminarie. In 1961 verhuist een deel van de leraren en leerlingen en de subregent van het kleinseminarie Hageveld in Heemstede naar het dan geopende klein-seminarie "Leeuwenhorst" in Noordwijkerhout van het bisdom Rotterdam. Hier vonden van 1968 tot 1970 de plenaire zittingen plaats van het Pastoraal Concilie van de Nederlandse Kerkprovincie. Na sluiting werd het gebouw verkocht en herhaaldelijk verbouwd.  Tegenwoordig is er een hotel met congresfaciliteiten gevestigd.